# Église baptiste de Hongrie
L’Église baptiste de Hongrie (hongrois : Magyarországi Baptista Egyház) est une association chrétienne évangélique d'églises baptistes en Hongrie.  Elle est affiliée à l’Alliance baptiste mondiale. Son siège est situé à Budapest. 

## Histoire

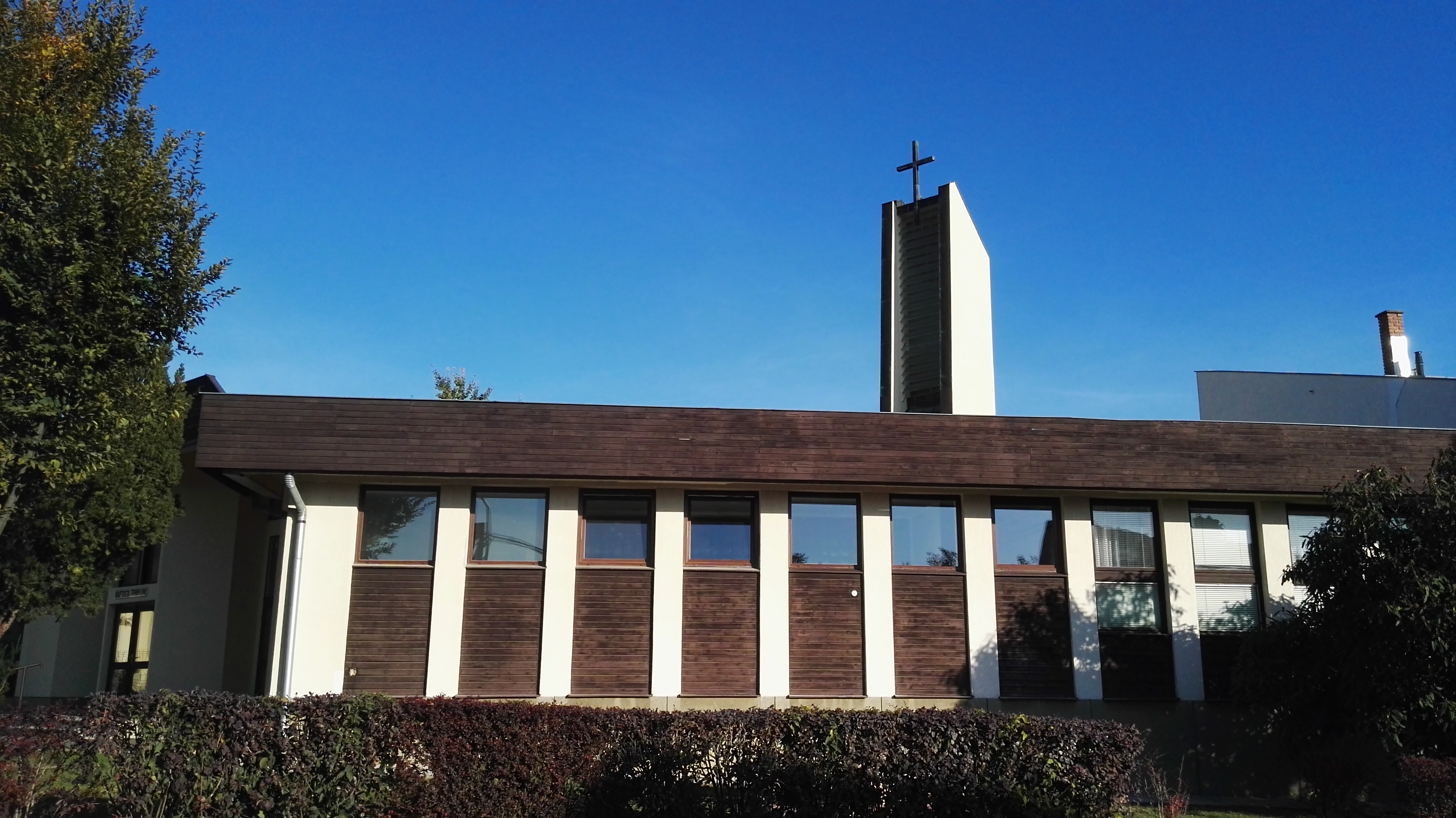
Église baptiste de Pécs, Baranya.

L’Église baptiste de Hongrie a ses origines dans la première église baptiste à Budapest fondée par le missionnaire allemand Heinrich Meyer de la British and Foreign Bible Society en 1874. En 1900, l'Union baptiste de Hongrie a été fondée . En 1920, un groupe d’églises s’est détaché de l'Union baptiste de Hongrie pour former l'Église baptiste de Hongrie . Selon un recensement de l’association, en 2023 elle disait avoir 290 églises et 11,208 membres.